# Neotoma bryanti
Neotoma bryanti је врста глодара из породице хрчкова (лат. Cricetidae). 

## Распрострањење
Мексико је једино познато природно станиште врсте.

## Станиште
Врста Neotoma bryanti има станиште на копну.

## Угроженост
Ова врста се сматра угроженом.

### Популациони тренд
Популација ове врсте се смањује, судећи по расположивим подацима.